# British Grand Prix (atletiek)

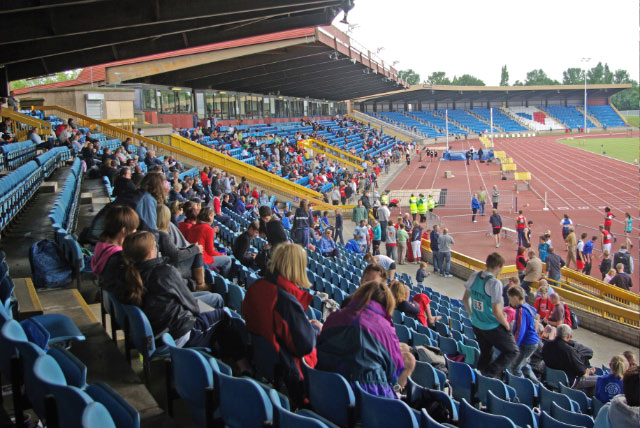
Het Alexander Stadium waar de Birmingham Diamond League sinds 2010 wordt georganiseerd.

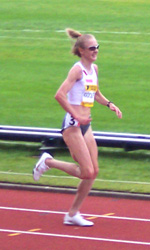
Paula Radcliffe tijdens haar race van over 10.000 meter bij de British Grand Prix van 2004.

De Birmingham Diamond League, vroeger bekend onder de naam British Grand Prix en later als Aviva Birmingham Grand Prix en Sainsbury's Grand Prix, was een van de twee in Engeland georganiseerde atletiekwedstrijden die behoorden tot de Diamond League. De andere wedstrijd is de London Grand Prix. Vanaf 2003 tot de oprichting van de Diamond League in 2010 behoorde de wedstrijd tot de IAAF Grand Prix-wedstrijden.
De wedstrijd wordt sinds 2010 in het Alexander Stadium in Birmingham gehouden. Daarvoor vond de atletiekmeeting plaats in het Gateshead International Stadium in Gateshead. Het evenement droeg tot en met 2012 deels de naam van de hoofdsponsor en verzekeraar Aviva. Sinds 2013 was de wedstrijd vernoemd naar supermarktketen en nieuwe hoofdsponsor Sainsbury's.

## Wereldrecords bij de Birmingham Diamond League
In de loop van de Birmingham Diamond League werd er twee keer een wereldrecord opgetekend. 
| Datum        | Aleet             | Onderdeel            | Prestatie |
| ------------ | ----------------- | -------------------- | --------- |
| 24 juni 2004 | Jelena Isinbajeva | Polsstokhoogspringen | 4,87 m    |
| 11 juni 2006 | Asafa Powell      | 100 m                | 9,77 s    |

## Meetingrecords
| Onderdeel            | Prestatie          | Atleet                  | Nationaliteit | Datum             |
| -------------------- | ------------------ | ----------------------- | ------------- | ----------------- |
| 100 m                | 9,77 s (+1,5 m/s)  | Asafa Powell            | JAM           | 11 juni 2006      |
| 150 m                | 14,97 s (+0,9 m/s) | Linford Christie        | GBR           | 4 september 1994  |
| 200 m                | 19,94 s (+1,4 m/s) | Michael Johnson         | USA           | 15 september 1991 |
| 300 m                | 31,56 s            | Douglas Walker          | GBR           | 19 juli 1998      |
| 400 m                | 44,23 s            | Kirani James            | GRN           | 5 juni 2016       |
| 600 m                | 1.13,10            | David Rudisha           | KEN           | 5 juni 2016       |
| 800 m                | 1.42,79            | Emmanuel Kipkurui Korir | USA           | 18 augustus 2018  |
| 1000 m               | 2.16,18            | Bernard Lagat           | KEN           | 18 augustus 2018  |
| 1500 m               | 3.29,33            | Asbel Kiprop            | KEN           | 5 juni 2016       |
| Mijl                 | 3.51,89            | Asbel Kiprop            | KEN           | 24 augustus 2014  |
| 2000 m               | 4.48,36            | Hicham El Guerrouj      | MAR           | 19 juli 1998      |
| 3000 m               | 7.26,69            | Kenenisa Bekele         | ETH           | 15 juli 2007      |
| 2 mijl               | 8.07,85            | Mo Farah                | GBR           | 24 augustus 2014  |
| 5000 m               | 13.00,20           | Vincent Chepkok         | KEN           | 10 juli 2010      |
| 10.000 m             | 28.35,11           | Ian Hudspith            | GBR           | 29 juni 1997      |
| 3000 m steeple       | 8.00,12            | Conseslus Kipruto       | KEN           | 5 juni 2016       |
| 110 m horden         | 12,95 s            | Aries Merritt           | USA           | 26 augustus 2012  |
| 300 m horden         | 34,48 s            | Christopher Rawlinson   | GBR           | 30 juni 2002      |
| 400 m horden         | 47,67 s            | Kevin Young             | USA           | 14 augustus 1992  |
| hoogspringen         | 2,40 m             | Mutaz Essa Barshim      | QAT           | 20 augustus 2017  |
| polsstokhoogspringen | 5,91 m             | Aleksandr Averboech     | ISR           | 19 augustus 2001  |
| verspringen          | 8,53 m (+1,9 m/s)  | Luvo Manyonga           | RSA           | 18 augustus 2018  |
| hink-stap-springen   | 17,74 m (+1,9 m/s) | Christian Olsson        | SWE           | 13 juli 2003      |
| kogelstoten          | 22,45 m            | Christian Cantwell      | USA           | 11 juni 2006      |
| discuswerpen         | 69,83 m            | Piotr Małachowski       | POL           | 10 juli 2010      |
| speerwerpen          | 95,66 m            | Jan Železný             | CZE           | 29 augustus 1993  |
| kogelslingeren       | 78,51 m            | Paweł Fajdek            | POL           | 20 augustus 2017  |
| 4 x 100 m            | 37,95 s            | Verenigde Staten        | USA           | 27 augustus 2000  |

| Onderdeel            | Prestatie          | Atlete                  | Nationaliteit | Datum            |
| -------------------- | ------------------ | ----------------------- | ------------- | ---------------- |
| 100 m                | 10,81 s (+0,7 m/s) | Carmelita Jeter         | USA           | 26 augustus 2012 |
| 200 m                | 22,15 s (+0,4 m/s) | Shaunae Miller          | BAH           | 18 augustus 2018 |
| 300 m                | 35,71 s            | Donna Fraser            | GBR           | 27 augustus 2000 |
| 400 m                | 49,77 s            | Sanya Richards          | USA           | 21 augustus 2005 |
| 800 m                | 1.56,91            | Francine Niyonsaba      | BDI           | 5 juni 2016      |
| 1000 m               | 2.33,92            | Laura Muir              | GBR           | 18 augustus 2018 |
| 1500 m               | 3.58,07            | Kelly Holmes            | GBR           | 29 juni 1997     |
| 1 Eng. mijl          | 4.21,11            | Konstanze Klosterhalfen | GER           | 18 augustus 2019 |
| 2000 m               | 5.34,49            | Angela Chalmers         | CAN           | 4 september 1994 |
| 3000 m               | 8.28,90            | Sifan Hassan            | NED           | 20 augustus 2017 |
| 2 mijl               | 9.11,49            | Mercy Cherono           | KEN           | 24 augustus 2014 |
| 5000 m               | 14.51,77           | Tirunesh Dibaba         | ETH           | 21 augustus 2005 |
| 10.000 m             | 30.17,15           | Paula Radcliffe         | GBR           | 27 juni 2004     |
| 100 m horden         | 12,46 s            | Kendra Harrison         | USA           | 5 juni 2016      |
| 400 m horden         | 53,78 s            | Kaliese Spencer         | JAM           | 26 augustus 2012 |
| 3000 m steeple       | 9.05,55            | Beatrice Chepkoech      | KEN           | 18 augustus 2019 |
| hoogspringen         | 2,03 m             | Kajsa Bergqvist         | SWE           | 21 augustus 2005 |
| polsstokhoogspringen | 4,87 m             | Jelena Isinbajeva       | RUS           | 27 juni 2004     |
| verspringen          | 6,96 m (+1,5 m/s)  | Malaika Mihambo         | RUS           | 11 juni 2006     |
| hink-stap-springen   | 14,94 m (±0,0 m/s) | Ashia Hansen            | GER           | 18 augustus 2018 |
| kogelstoten          | 20,52 m            | Valerie Adams           | NZL           | 26 augustus 2012 |
| discuswerpen         | 69,23 m            | Sandra Perković         | CRO           | 7 juni 2015      |
| speerwerpen          | 66,08 m            | Barbora Špotáková       | CZE           | 26 augustus 2012 |
| kogelslingeren       | 71,14 m            | Joanna Fiodorow         | POL           | 20 augustus 2017 |
| 4 x 100 m            | 43,80              | Jamaica                 | JAM           | 14 augustus 1992 |